# Vex
Vex é uma comuna da Suíça, no Cantão Valais, com cerca de 1.388 habitantes. Estende-se por uma área de 13,0 km², de densidade populacional de 107 hab/km². Confina com as seguintes comunas: Hérémence, Les Agettes, Mase, Nax, Nendaz, Saint-Martin, Sion, Vernamiège. 
A língua oficial nesta comuna é o Francês.